# Castello di Cefalà Diana

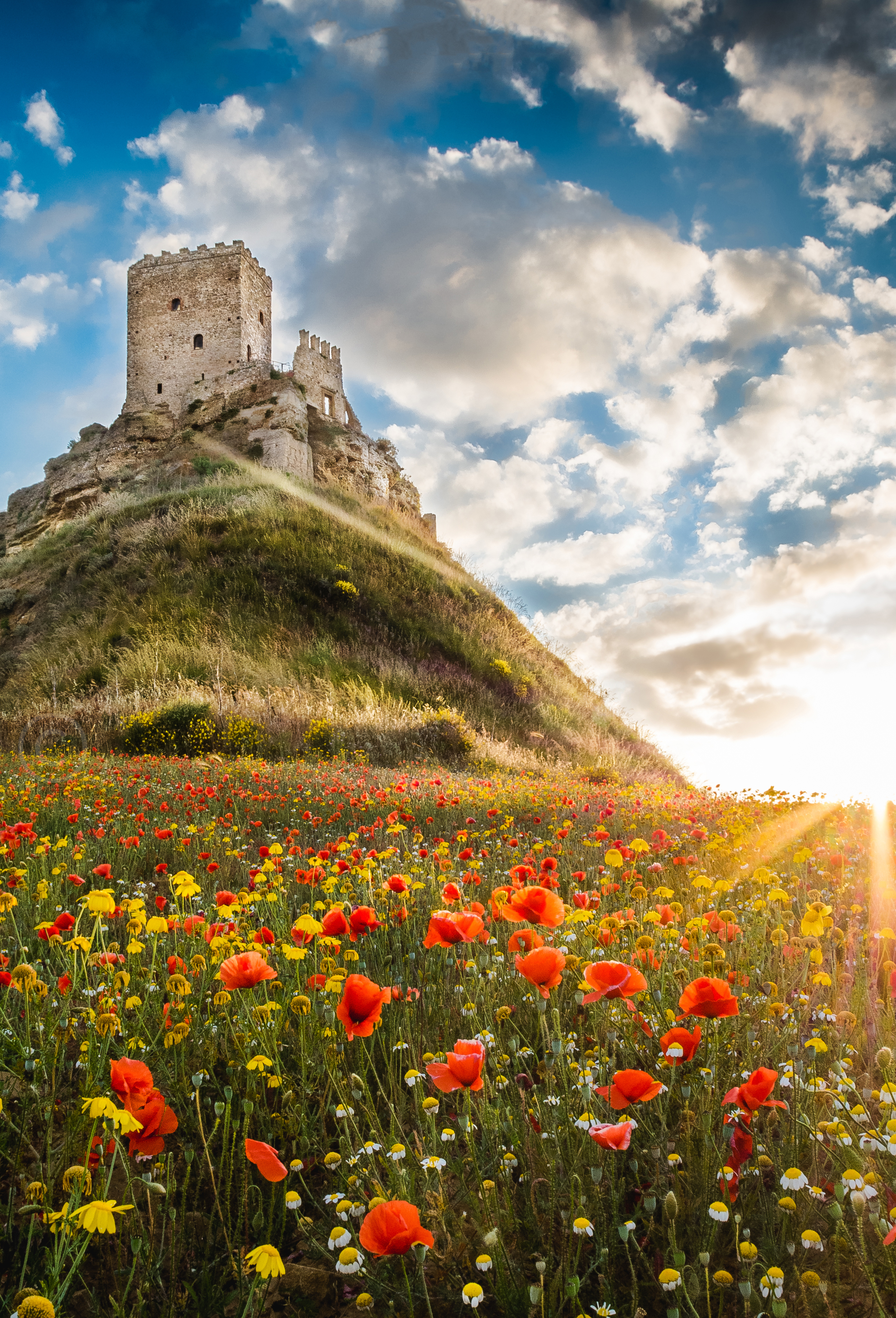

Das Castello di Cefalà Diana ist eine Burg auf einer Anhöhe nordwestlich der Gemeinde Cefalà Diana in der Metropolitanstadt Palermo in Sizilien.
Das Kastell entstand um 1120 unter König Roger II. Heute stehen nur noch Ruinen. Am  besten erhalten ist ein viereckiger Wehrturm auf dem höchsten Teil des Geländes im Nordwesten des Burghügels. Einige kleinere Räume mit Tonnengewölbe an der Außenmauer sind ebenfalls erhalten. Der Haupthof hat eine Pflasterung aus Steinplatten.
Erst im 17. Jahrhundert entstand neben dem Burghügel der heutige Ort Cefalà Diana.